# جون ألبرت
جون ألبرت (بالإنجليزية: John Albert) هو لاعب تايكوندو أمريكي، ولد في 13 أكتوبر 1986 في رينو في الولايات المتحدة.

## وصلات خارجية
- جون ألبرت على موقع يو إف سي (الإنجليزية)
- جون ألبرت على موقع شيردوغ (الإنجليزية)
- جون ألبرت على موقع IMDb (الإنجليزية)